# Ruganzu Ier
Ruganzu Ier Bwimba est un roi (mwami) du Rwanda qui règne à la fin du XVe siècle, après Nsoro Samukondo. Il serait mort vers 1482 (+ ou - 12 ans).
Cyilima Ier lui succède.